# Avalung
Een avalung  is een in een rugzak geïntegreerd systeem dat door wintersporters buiten de afgebakende, veilige pisten wordt gebruikt om bij bedelving onder een lawine een ademruimte te doen ontstaan. Het systeem kan als een aanvulling gezien worden op de basis lawine-uitrusting bestaand uit lawinepiep, sneeuwschep en sneeuwsonde net als een lawine-airbag.

## Werking
Het systeem bestaat uit een mondstuk dat door een slang verbonden is met een rugzak waarin over de hele rug ademporiën zijn gemaakt. Bij bedelving onder een lawine kan het slachtoffer over een groot oppervlak ademhalen uit ruimtes die door zijn lichaamswarmte en kleding ontstaan zijn. Bij testen zijn zo mensen langer dan een half uur begraven. Een  onderzoek naar de doeltreffendheid van deze methode is nog niet gedaan. Een nadeel van dit systeem is dat de gebruiker voor of tijdens het lawineongeluk het mondstuk in de mond moet krijgen en houden.

### Praktijkvoorbeelden
- (en) Succesverhaal
- (en) Mislukking[dode link]
- (en) Avalung